# Província de Valladolid
La província de Valladolid es troba a Castella i Lleó, amb capital a la ciutat homònima. El 2020 tenia 520.716 habitants repartits entre 255 municipis que comprenen una superfície de 8.202 km². Limita al nord amb la província de Palència, a l'est amb la de Burgos, al sud-est amb la de Segòvia, al sud-oest amb la de Salamanca, a l'oest amb la de Zamora, i al nord-oest amb la de Lleó.